# El experimento fantasma
El experimento fantasma (The St. Francisville Experiment en V.O) es una película de terror de 2000 filmada como metraje encontrado. El film está dirigido por Ted Nicolaou y es una producción de bajo coste.

## Argumento
En 1834, Madame LaLaurie estuvo involucrada en una masacre cometida en su mansión contra varios esclavos afroamericanos. El hallazgo se hizo público cuando se produjo un incendio y se descubrieron los cadáveres con señales de tortura. A lo largo de los años, la gente cree que la mansión está poseída por las almas atrapadas de los fallecidos.
El productor Paul Salamoff se interesa por la historia y escoge a cuatro jóvenes aficionados al ocultismo y a los fenómenos paranormales para investigar en la mansión de St. Francisville en la que tienen que pasar una noche y grabar todo lo que suceda.
De pronto, a medida que pasan las horas, empiezan a experimentar fenómenos cada vez más intensos y que resultan ser peligroso para la integridad física de los participantes.

## Reparto
- Madison Charap
- Troy Taylor
- Ryan Larson
- Paul James Palmer
- Tim Baldini